# Декейтер (Арканзас)
Декейтер (англ. Decatur) — місто (англ. city) в США, в окрузі Бентон штату Арканзас. Населення — 1773 особи (2020).

## Географія
Декейтер розташований на висоті 377 метрів над рівнем моря за координатами 36°20′24″ пн. ш. 94°27′14″ зх. д. / 36.34000° пн. ш. 94.45389° зх. д. (36.339874, -94.453875). За даними Бюро перепису населення США в 2010 році місто мало площу 11,66 км², з яких 11,52 км² — суходіл та 0,14 км² — водойми.

## Демографія
Згідно з переписом 2010 року, у місті мешкало 1699 осіб у 576 домогосподарствах у складі 387 родин. Густота населення становила 146 осіб/км². Було 708 помешкань (61/км²).
Расовий склад населення:
| - 73,8 % — білих - 4,3 % — корінних американців - 0,9 % — азіатів - 0,7 % — чорних або афроамериканців - 15,1 % — осіб інших рас |

До двох чи більше рас належало 5,2 %. Іспаномовні складали 28,4 % від усіх жителів.
За віковим діапазоном населення розподілялося таким чином: 30,1 % — особи молодші 18 років, 62,5 % — особи у віці 18—64 років, 7,4 % — особи у віці 65 років та старші. Медіана віку мешканця становила 29,1 року. На 100 осіб жіночої статі у місті припадало 105,4 чоловіків; на 100 жінок у віці від 18 років та старших — 110,3 чоловіків також старших 18 років.
Середній дохід на одне домашнє господарство становив 44 652 долари США (медіана — 34 457), а середній дохід на одну сім'ю — 49 138 доларів (медіана — 41 202). Медіана доходів становила 25 893 долари для чоловіків та 21 094 долари для жінок. За межею бідності перебувало 32,3 % осіб, у тому числі 38,0 % дітей у віці до 18 років та 29,5 % осіб у віці 65 років та старших.
Цивільне працевлаштоване населення становило 860 осіб. Основні галузі зайнятості: виробництво — 38,7 %, роздрібна торгівля — 14,3 %, освіта, охорона здоров'я та соціальна допомога — 10,9 %, будівництво — 8,5 %.
За даними перепису населення 2000 року в Декейтері мешкало 1314 осіб, 346 сімей, налічувалося 465 домашніх господарств і 535 житлових будинків. Середня густота населення становила близько 223 осіб на один квадратний кілометр. Расовий склад Декейтера за даними перепису розподілився таким чином: 80,97 % білих, 5,48 % — корінних американців, 0,46 % — азіатів, 2,97 % — представників змішаних рас, 10,12 % — інших народів. Іспаномовні склали 16,51 % від усіх жителів міста.
З 465 домашніх господарств в 44,7 % — виховували дітей віком до 18 років, 52,3 % представляли собою подружні пари, які спільно проживали, в 15,7 % сімей жінки проживали без чоловіків, 25,4 % не мали сімей. 21,9 % від загального числа сімей на момент перепису жили самостійно, при цьому 9,5 % склали самотні літні люди у віці 65 років та старше. Середній розмір домашнього господарства склав 2,83 особи, а середній розмір родини — 3,23 особи.
Населення міста за віковим діапазоном за даними перепису 2000 року розподілилося таким чином: 32,0 % — жителі молодше 18 років, 9,8 % — між 18 і 24 роками, 33,3 % — від 25 до 44 років, 16,1 % — від 45 до 64 років і 8,8 % — у віці 65 років та старше. Середній вік мешканця склав 29 років. На кожні 100 жінок в Декейтері припадало 111,6 чоловіків, у віці від 18 років та старше — 103,0 чоловіків також старше 18 років.
Середній дохід на одне домашнє господарство в місті склав 29 844 долара США, а середній дохід на одну сім'ю — 33 333 долара. При цьому чоловіки мали середній дохід в 22 115 доларів США на рік проти 19 125 доларів середньорічного доходу у жінок. Дохід на душу населення в місті склав 11 618 доларів на рік. 16,3 % від усього числа сімей в окрузі і 18,3 % від усієї чисельності населення перебувало на момент перепису населення за межею бідності, при цьому 23,2 % з них були молодші 18 років і 22,1 % — у віці 65 років та старше.